# 珀辛
珀辛是德国巴伐利亚州的一个市镇。总面积9.12平方公里，总人口973人，其中男性513人，女性460人（2011年12月31日），人口密度107人/平方公里。